# Pterodroma magentae
Pterodroma magentae е вид птица от семейство Procellariidae. Видът е критично застрашен от изчезване.

## Разпространение
Видът е разпространен в Нова Зеландия.